# キラーン男爵
キラーン男爵（キラーンだんしゃく、英: Baron Killearn）は、連合王国貴族の男爵位。
第二次世界大戦中に半植民地エジプトの駐在大使として実質的にエジプトを統治していたマイルズ・ランプソンが1943年に叙されたのに始まる。

## 歴史
アメリカ合衆国出身で1843年にイギリスに帰化した実業家カーティス・ミランダ・ランプソン(1806–1885)は、大西洋電話電信会社の社長を務め、大西洋横断電信ケーブルの完成に貢献した。その功績で1866年11月16日に(サセックス州ロウファントの)準男爵(Baronet, of Rowfant in the County of Sussex)に叙せられた。
初代準男爵の三男ノーマンの息子マイルズ・ウェダーバーン・ランプソン(1880–1964)は、1933年から1946年にかけてイギリスの半植民地エジプトに高等弁務官（1936年以降大使）として赴任し、エジプトの実質的統治者を務めた。強圧的な統治をおこない、特に第二次世界大戦中の1942年にドイツ軍がカイロに迫り、国王ファルーク1世がそれに乗じて反英民族主義内閣を樹立しようとした際に英軍に国王宮殿を包囲させて脅迫して阻止したことで知られる。これを本国の首相チャーチルから評価され、1943年5月17日の勅許状によって連合王国貴族スターリング州におけるキラーンの初代キラーン男爵（Baron Killearn, of Killearn in the County of Stirling）に叙せられた。
初代男爵の死後、その長男グラハム・カーティス・ランプソン(1919–1996)が2代男爵を継承した。1971年に本家筋にあたる第3代準男爵サー・カーティス・ジョージ・ランプソン(1890–1971)が男子なく死去したため、彼が第4代準男爵位も継承している。
現在の当主は第2代男爵の異母弟の第3代キラーン男爵ヴィクター・マイルズ・ジョージ・オルダス・ランプソン(1941-)である。
邸宅は南グロスターシャー・チッピング・ソドバリーのリトル・ソドバリー・マナー(Little Sodbury Manor)である。

爵位に対するモットーは『貫き、克服せよ（Persevera Et Vince）』。

## 現当主の保有爵位/準男爵位
現在の当主ヴィクター・ランプソンは以下の爵位・準男爵位を保有している。
- スターリング州におけるキラーンの第3代キラーン男爵(3rd Baron Killearn, of Killearn in the County of Stirling)
(1943年5月17日の勅許状による連合王国貴族爵位)
- (サセックス州におけるロウファントの)第5代準男爵(5th Baronet, of Rowfant in the County of Sussex)
(1866年11月16日の勅許状による連合王国準男爵位)

## 一覧

### ロヴファントのランプソン準男爵 (1866年)
- 初代準男爵サー・カーティス・ミランダ・ランプソン（英語版） (1806–1885)
- 2代準男爵サー・ジョージ・カーティス・ランプソン (1833–1899)
- 3代準男爵サー・カーティス・ジョージ・ランプソン (1890–1971)
- 4代準男爵サー・グラハム・カーティス・ランプソン (1919–1996) 
  - 1964年に第2代キラーン男爵位を継承

### キラーン男爵 (1943年)
- 初代キラーン男爵マイルズ・ウェダーバーン・ランプソン (1880–1964)
- 2代キラーン男爵・4代準男爵グラハム・カーティス・ランプソン (1919–1996)
- 3代キラーン男爵・5代準男爵ヴィクター・マイルズ・ジョージ・オルダス・ランプソン (1941-)
  - 法定推定相続人は、現当主の長男マイルズ・ヘンリー・モーガン・ランプソン (1977-)

## 系譜図
|                                    |                                    |                                    |                                    |                                    |                                    |  |  | カーティス 初代準男爵 (1806-1885)  |                                    |                                    |                                    |                                                    |                                                    |                                                    |                                                    |                                                    |                                                    |                                       |                                       |                                                  |                                                  |                                                  |                                                  |                                                  |                                                  |                                        |                                        |                                        |                                        |  |  |  |  |  |  |  |  |  |  |  |  |  |  |
|                                    |                                    |                                    |                                    |                                    |                                    |  |  |                                    |                                    |                                    |                                    |                                                    |                                                    |                                                    |                                                    |                                                    |                                                    |                                       |                                       |                                                  |                                                  |                                                  |                                                  |                                                  |                                                  |                                        |                                        |                                        |                                        |  |  |  |  |  |  |  |  |  |  |  |  |  |  |
|                                    |                                    |                                    |                                    |                                    |                                    |  |  |                                    |                                    |                                    |                                    |                                                    |                                                    |                                                    |                                                    |                                                    |                                                    |                                       |                                       |                                                  |                                                  |                                                  |                                                  |                                                  |                                                  |                                        |                                        |                                        |                                        |  |  |  |  |  |  |  |  |  |  |  |  |  |  |
| ジョージ 第2代準男爵 (1833-1899)   | ジョージ 第2代準男爵 (1833-1899)   | ジョージ 第2代準男爵 (1833-1899)   | ジョージ 第2代準男爵 (1833-1899)   | ジョージ 第2代準男爵 (1833-1899)   | ジョージ 第2代準男爵 (1833-1899)   |  |  |                                    |                                    |                                    |                                    |                                                    |                                                    |                                                    |                                                    | ノーマン (1850-1894)                               | ノーマン (1850-1894)                               | ノーマン (1850-1894)                  | ノーマン (1850-1894)                  | ノーマン (1850-1894)                             | ノーマン (1850-1894)                             |                                                  |                                                  |                                                  |                                                  |                                        |                                        |                                        |                                        |  |  |  |  |  |  |  |  |  |  |  |  |  |  |
| ジョージ 第2代準男爵 (1833-1899)   | ジョージ 第2代準男爵 (1833-1899)   | ジョージ 第2代準男爵 (1833-1899)   | ジョージ 第2代準男爵 (1833-1899)   | ジョージ 第2代準男爵 (1833-1899)   | ジョージ 第2代準男爵 (1833-1899)   |  |  |                                    |                                    |                                    |                                    |                                                    |                                                    |                                                    |                                                    | ノーマン (1850-1894)                               | ノーマン (1850-1894)                               | ノーマン (1850-1894)                  | ノーマン (1850-1894)                  | ノーマン (1850-1894)                             | ノーマン (1850-1894)                             |                                                  |                                                  |                                                  |                                                  |                                        |                                        |                                        |                                        |  |  |  |  |  |  |  |  |  |  |  |  |  |  |
| カーティス 第3代準男爵 (1890-1971) | カーティス 第3代準男爵 (1890-1971) | カーティス 第3代準男爵 (1890-1971) | カーティス 第3代準男爵 (1890-1971) | カーティス 第3代準男爵 (1890-1971) | カーティス 第3代準男爵 (1890-1971) |  |  | レイチェル・フィップス (1886-1930) | レイチェル・フィップス (1886-1930) | レイチェル・フィップス (1886-1930) | レイチェル・フィップス (1886-1930) | レイチェル・フィップス (1886-1930)                 | レイチェル・フィップス (1886-1930)                 |                                                    |                                                    | マイルズ 初代キラーン男爵 (1880-1964)              | マイルズ 初代キラーン男爵 (1880-1964)              | マイルズ 初代キラーン男爵 (1880-1964) | マイルズ 初代キラーン男爵 (1880-1964) | マイルズ 初代キラーン男爵 (1880-1964)            | マイルズ 初代キラーン男爵 (1880-1964)            |                                                  |                                                  | ジャクリーン・カステラーニ (1910-2015)           | ジャクリーン・カステラーニ (1910-2015)           | ジャクリーン・カステラーニ (1910-2015) | ジャクリーン・カステラーニ (1910-2015) | ジャクリーン・カステラーニ (1910-2015) | ジャクリーン・カステラーニ (1910-2015) |  |  |  |  |  |  |  |  |  |  |  |  |  |  |
| カーティス 第3代準男爵 (1890-1971) | カーティス 第3代準男爵 (1890-1971) | カーティス 第3代準男爵 (1890-1971) | カーティス 第3代準男爵 (1890-1971) | カーティス 第3代準男爵 (1890-1971) | カーティス 第3代準男爵 (1890-1971) |  |  | レイチェル・フィップス (1886-1930) | レイチェル・フィップス (1886-1930) | レイチェル・フィップス (1886-1930) | レイチェル・フィップス (1886-1930) | レイチェル・フィップス (1886-1930)                 | レイチェル・フィップス (1886-1930)                 |                                                    |                                                    | マイルズ 初代キラーン男爵 (1880-1964)              | マイルズ 初代キラーン男爵 (1880-1964)              | マイルズ 初代キラーン男爵 (1880-1964) | マイルズ 初代キラーン男爵 (1880-1964) | マイルズ 初代キラーン男爵 (1880-1964)            | マイルズ 初代キラーン男爵 (1880-1964)            |                                                  |                                                  | ジャクリーン・カステラーニ (1910-2015)           | ジャクリーン・カステラーニ (1910-2015)           | ジャクリーン・カステラーニ (1910-2015) | ジャクリーン・カステラーニ (1910-2015) | ジャクリーン・カステラーニ (1910-2015) | ジャクリーン・カステラーニ (1910-2015) |  |  |  |  |  |  |  |  |  |  |  |  |  |  |
|                                    |                                    |                                    |                                    |                                    |                                    |  |  |                                    |                                    |                                    |                                    |                                                    |                                                    |                                                    |                                                    |                                                    |                                                    |                                       |                                       |                                                  |                                                  |                                                  |                                                  |                                                  |                                                  |                                        |                                        |                                        |                                        |  |  |  |  |  |  |  |  |  |  |  |  |  |  |
|                                    |                                    |                                    |                                    |                                    |                                    |  |  |                                    |                                    |                                    |                                    | グラハム 第2代キラーン男爵 第4代準男爵 (1919-1996) | グラハム 第2代キラーン男爵 第4代準男爵 (1919-1996) | グラハム 第2代キラーン男爵 第4代準男爵 (1919-1996) | グラハム 第2代キラーン男爵 第4代準男爵 (1919-1996) | グラハム 第2代キラーン男爵 第4代準男爵 (1919-1996) | グラハム 第2代キラーン男爵 第4代準男爵 (1919-1996) |                                       |                                       | ヴィクター 第3代キラーン男爵 第5代準男爵 (1941-) | ヴィクター 第3代キラーン男爵 第5代準男爵 (1941-) | ヴィクター 第3代キラーン男爵 第5代準男爵 (1941-) | ヴィクター 第3代キラーン男爵 第5代準男爵 (1941-) | ヴィクター 第3代キラーン男爵 第5代準男爵 (1941-) | ヴィクター 第3代キラーン男爵 第5代準男爵 (1941-) |                                        |                                        |                                        |                                        |  |  |  |  |  |  |  |  |  |  |  |  |  |  |
|                                    |                                    |                                    |                                    |                                    |                                    |  |  |                                    |                                    |                                    |                                    | グラハム 第2代キラーン男爵 第4代準男爵 (1919-1996) | グラハム 第2代キラーン男爵 第4代準男爵 (1919-1996) | グラハム 第2代キラーン男爵 第4代準男爵 (1919-1996) | グラハム 第2代キラーン男爵 第4代準男爵 (1919-1996) | グラハム 第2代キラーン男爵 第4代準男爵 (1919-1996) | グラハム 第2代キラーン男爵 第4代準男爵 (1919-1996) |                                       |                                       | ヴィクター 第3代キラーン男爵 第5代準男爵 (1941-) | ヴィクター 第3代キラーン男爵 第5代準男爵 (1941-) | ヴィクター 第3代キラーン男爵 第5代準男爵 (1941-) | ヴィクター 第3代キラーン男爵 第5代準男爵 (1941-) | ヴィクター 第3代キラーン男爵 第5代準男爵 (1941-) | ヴィクター 第3代キラーン男爵 第5代準男爵 (1941-) |                                        |                                        |                                        |                                        |  |  |  |  |  |  |  |  |  |  |  |  |  |  |
|                                    |                                    |                                    |                                    |                                    |                                    |  |  |                                    |                                    |                                    |                                    |                                                    |                                                    |                                                    |                                                    |                                                    |                                                    |                                       |                                       | マイルズ (法定推定相続人) (1977-)                |                                                  |                                                  |                                                  |                                                  |                                                  |                                        |                                        |                                        |                                        |  |  |  |  |  |  |  |  |  |  |  |  |  |  |